# Austria's Next Top Model (quarta edizione)
La quarta edizione di "Austria's Next Top Model" è andata in onda dal 12 gennaio 2012 sul canale PULS4, ancora una volta sotto la conduzione di Lena Gercke, affiancata da Elvyra Greyer e Atil Kotuglu.

La vincitrice è stata la sedicenne Antonia Hausmair, la quale ha portato a casa un servizio fotografico e copertina della rivista Woman, la possibilità di sfilare a Milano e Parigi e un contratto come testimonial per un'importante azienda austriaca.

Per la prima volta, nel cast viene selezionata una ragazza straniera, Madalina Andreica, la quale conosce pochissimo il tedesco. La concorrente Sabrina Rauch è deceduta in un incidente automobilistico pochi giorni dopo la messa in onda della propria eliminazione.

## Concorrenti
(L'età si riferisce al tempo della messa in onda del programma)
| Concorrente               | Età | Altezza | Provenienza   | Posizione                 |
| ------------------------- | --- | ------- | ------------- | ------------------------- |
| Isabelle Raisa            | 16  | 170 cm  | Vienna        | Eliminate nell'episodio 1 |
| Alina Chlebecek           | 18  | 170 cm  | Bassa Austria | Eliminate nell'episodio 1 |
| Sabrina Angelika Rauch    | 21  | 175 cm  | Stiria        | Eliminate nell'episodio 2 |
| Katharina Mihalovic       | 23  | 179 cm  | Vienna        | Eliminate nell'episodio 2 |
| Nataša Maric              | 16  | 175 cm  | Salisburgo    | Eliminata nell'episodio 3 |
| Michaela Schaffrath       | 21  | 172 cm  | Salisburgo    | Ritirata nell'episodio 4  |
| Christine Riener          | 19  | 181 cm  | Vorarlberg    | Eliminata nell'episodio 4 |
| Teodora-Madalina Andreica | 17  | 177 cm  | Stiria        | Eliminata nell'episodio 6 |
| Yemisi Rieger             | 17  | 177 cm  | Vienna        | Eliminata nell'episodio 7 |
| Izabela Pop Kostic        | 20  | 170 cm  | Vienna        | Eliminata nell'episodio 8 |
| Nadine Trinker            | 21  | 183 cm  | Carinzia      | Eliminate nell'episodio 9 |
| Bianca Ebelsberger        | 24  | 179 cm  | Alta Austria  | Eliminate nell'episodio 9 |
| Dzejlana "Lana" Baltic    | 20  | 179 cm  | Stiria        | Quarta classificata       |
| Melisa Popanicic          | 16  | 175 cm  | Tirolo        | Terza classificata        |
| Gina Adamu                | 17  | 175 cm  | Bassa Austria | Seconda classificata      |
| Antonia Hausmair          | 16  | 175 cm  | Burgenland    | Vincitrice                |

## Riassunti

### Ordine di eliminazione
| 1  | Lana      | Izabela   | Bianca    | Christine | Izabela   | Gina     | Gina     | Melisa  | Lana    | Antonia | Antonia | Gina    | Antonia |  |  |
| 2  | Antonia   | Katharina | Michaela  | Melisa    | Melisa    | Nadine   | Izabela  | Izabela | Antonia | Lana    | Melisa  | Antonia | Gina    |  |  |
| 3  | Gina      | Yemisi    | Antonia   | Antonia   | Gina      | Bianca   | Melisa   | Nadine  | Nadine  | Gina    | Gina    | Melisa  |         |  |  |
| 4  | Katharina | Isabelle  | Yemisi    | Gina      | Antonia   | Izabela  | Lana     | Gina    | Gina    | Bianca  | Lana    |         |         |  |  |
| 5  | Nadine    | Antonia   | Izabela   | Michaela  | Madalina  | Antonia  | Yemisi   | Lana    | Izabela | Melisa  |         |         |         |  |  |
| 6  | Melisa    | Bianca    | Madalina  | Izabela   | Yemisi    | Madalina | Nadine   | Antonia | Bianca  | Nadine  |         |         |         |  |  |
| 7  | Nataša    | Melisa    | Gina      | Nadine    | Nadine    | Melisa   | Madalina | Bianca  | Melisa  |         |         |         |         |  |  |
| 8  | Bianca    | Nadine    | Melisa    | Nataša    | Lana      | Lana     | Bianca   | Yemisi  |         |         |         |         |         |  |  |
| 9  | Sabrina   | Christine | Nadine    | Madalina  | Bianca    | Yemisi   | Antonia  |         |         |         |         |         |         |  |  |
| 10 | Christine | Lana      | Lana      | Yemisi    | Christine |          |          |         |         |         |         |         |         |  |  |
| 11 | Yemisi    | Madalina  | Nataša    | Bianca    | Michaela  |          |          |         |         |         |         |         |         |  |  |
| 12 | Madalina  | Sabrina   | Christine | Lana      |           |          |          |         |         |         |         |         |         |  |  |
| 13 | Michaela  | Nataša    | Katharina |           |           |          |          |         |         |         |         |         |         |  |  |
| 14 | Isabelle  | Michaela  | Sabrina   |           |           |          |          |         |         |         |         |         |         |  |  |
| 15 | Alina     | Gina      |           |           |           |          |          |         |         |         |         |         |         |  |  |
| 16 | Izabela   | Alina     |           |           |           |          |          |         |         |         |         |         |         |  |  |

     La concorrente è stata eliminata
     La concorrente ha lasciato la gara volontariamente
     La concorrente ha vinto la competizione

### Servizi
- Episodio 1: Foto casting / Foto in bianco e nero
- Episodio 2: In topless con borse Dior
- Episodio 3: Vestiti Roberto Cavalli
- Episodio 4: Nude in una tinozza
- Episodio 5: Beauty shoot in lacrime
- Episodio 6: Amore lesbo
- Episodio 7: Oggetti Zhu Zhu Pets
- Episodio 8: In lingerie con modelli
- Episodio 9: Copertina Woman
- Episodio 10: In posa con un serpente